# Sæglópur
«Sæglópur» (en español: «perdido en el mar») es una canción de Sigur Rós, lanzada en 2006 como sencillo del álbum de 2005, Takk.... Partes de la canción están cantadas en islandés, aunque gran parte de la misma está interpretada en Vonlenska, un lenguaje de palabras sin sentido el cual tiende un gran parecido fonético con el islandés.

## Video musical
En el video de la canción es sobre un niño que se ahoga en el mar, el cual, al final del video, es rescatado por un hombre en traje de buceo, pero si el niño sobrevive o no queda a juicio del espectador.

## Uso de la canción
Una parte de "Sæglópur" fue usada por los desarrolladores de Ubisoft Montreal, para el tráiler del videojuego Prince of Persia en el E3 2008 en Los Ángeles, el día 15 de julio de 2008. La canción continuó siendo usada por la compañía, apareciendo en los avisos comerciales de televisión del juego.
También fue utilizada para una campaña de ayuda a jóvenes con desórdenes alimenticios, siendo exhibido en la televisión sueca por Anorexi Bulimi-Kontakt. La campaña fue lanzada en 2007.
En el año 2015, se usó la canción en la escena final del episodio “No puedo dejarla” de la primera temporada de la serie original de Netflix, Sense8, en la cual Riley lleva en bote a través del mar islandés a Will completamente sedado luego de que ambos huyeran de las garras de “Whispers” y la OPB. En la escena también se ven los demás “sensates” presenciando la escena.
En el año 2018, se usó la canción en la película Aquaman.
La canción es parte del banda sonora del DLC "Wavelengths" del videojuego Life Is Strange: True Colors, lanzado en el año 2021.

## Lanzamiento
"Sæglópur" fue lanzada 3 veces en diferentes formatos:
- Anterior a la venta de Takk... la canción estuvo disponible para descargar en la tienda iTunes de Norteamérica (2005). "Glósóli" estuvo disponible simultáneamente en Europa vía iTunes Store.
- Japan Tour EP (2006). Una versión que contiene los videos de "Glósóli" y "Hoppípolla".
- Un pack doble CD/DVD (2006). El DVD contiene los videos de "Glósóli", "Hoppípolla" y "Sæglópur".

## Lista de canciones
Japan Tour EP
1. «Sæglópur» ("Perdido en el mar") – 8:12
2. «Refur» ("Zorro") – 2:45
3. «Ó friður» ("Oh Paz" ; una palabra con doble sentido similar a Vonbrigði; en este caso ó Friður es "Oh Paz" pero ófriður significa "Guerra") – 4:48
4. «Kafari» ("Buceador") – 6:11
5. «Hafsól» ("Sol del mar") – 9:59

CD/DVD sencillo
1. Sæglópur (8:12)
2. «Refur» (2:45)
3. «Ó friður» (4:48)
4. «Kafari» (6:11)